# Weisskugel
Le Weisskugel (ou  Weißkugel) ou Palla Bianca en italien, est un sommet des Alpes, à 3 738 m, dans le massif de l'Ötztal, à la frontière entre l'Autriche et l'Italie (Tyrol et Tyrol du Sud).